# アルテンクンシュタット
アルテンクンシュタット (ドイツ語: Altenkunstadt) は、ドイツ オーバーフランケン行政管区 リヒテンフェルス郡に属する町村（以下、本項では便宜上「町」と記述する）。

## 地理

### 位置
アルテンクンシュタットは、マイン川沿いのオーバーフランケン西部に位置する。

### 自治体の構成
この町は、公式には16の地区 (Ort) からなる。このうち小集落や孤立農場などを除く集落を以下に列記する。
| - アルテンクンシュタット - バイアースドルフ - ブルクハイム - マインエック - プファッフェンドルフ | - プリューゲル - シュピースベルク - シュトレッセンドルフ - ヴォッフェンドルフ - ツォイプリッツ |

マインエックは、アルテンクンシュタットから直線距離でも8km離れている。

## 歴史
アルテンクンシュタットは、バンベルクの司教教会に属していた。1803年の帝国代表者会議主要決議（いわゆる世俗化）以降は、バイエルン王国の村となった。1818年の自治体に関する布告による行政改革により現在の自治体の形となった。

### 人口
この自治体の領域の人口は、1970年に4,560人、1987年に4,766人、2000年に5,649人と推移している。

## 行政

### 議会
町議会は、首長を含め21議席である。

### 首長
町長は、ローベルト・ヒュンマー (Robert Hümmer) (CSU) である。

## 文化と音楽
アルテンクンシュタット楽友会は、1970年に創設された。現在（2006年）、約25人の音楽家が活動している。

## 救急組織
この町では、火災や天災などの災害時には、アルテンクンシュタット消防署あるいは所属地区の消防隊に出動することが義務づけられている。アルテンクンシュタットでは、こうした自発的な消防組織が130年以上続いている。

## 経済と社会基盤

### 地元企業
アルテンクンシュタットを所在地とする有名な企業には、ぬいぐるみ製造のNICI AG、醸造業（ビール製造）者のLeikeim、商社のBaur Kaufweltがある。

## 引用
1. ↑  https://www.statistikdaten.bayern.de/genesis/online?operation=result&code=12411-003r&leerzeilen=false&language=de Genesis-Online-Datenbank des Bayerischen Landesamtes für Statistik Tabelle 12411-003r Fortschreibung des Bevölkerungsstandes: Gemeinden, Stichtag (Einwohnerzahlen auf Grundlage des Zensus 2011)
2. ↑  Bayerische Landesbibliothek Online